# مايك هودجز
مايك هودجز (بالإنجليزية: Mike Hodges)‏ (و. 1932  م) هو كاتب سيناريو، ومخرج أفلام بريطاني، ولد في برستل.

## وصلات خارجية
- مايك هودجز على موقع IMDb (الإنجليزية)
- مايك هودجز على موقع ألو سيني (الفرنسية)
- مايك هودجز على موقع ميوزك برينز (الإنجليزية)
- مايك هودجز على موقع تيرنر كلاسيك موفيز (الإنجليزية)
- مايك هودجز على موقع أول موفي (الإنجليزية)
- مايك هودجز على موقع قاعدة بيانات الأفلام السويدية (السويدية)
- مايك هودجز على موقع إن إن دي بي (الإنجليزية)
- مايك هودجز على موقع قاعدة بيانات الفيلم (الإنجليزية)
- مايك هودجز على موقع كينوبويسك (الروسية)